# Lithophane wiltshirei
Lithophane wiltshirei là một loài bướm đêm trong họ Noctuidae.